# Naddominacja
Naddominacja, przewaga heterozygot, superdominacja, owerdominacja – zjawisko lepszego dostosowania się osobników będących heterozygotami względem danego genu niż każdej z obu  homozygot do danych warunków środowiskowych. Jest ona jednym z mechanizmów utrzymujących polimorfizm genetyczny w populacji.
Przykładem naddominacji jest mutacja punktowa w genie kodującym łańcuch beta-globiny - białka wchodzącego w skład hemoglobiny. Jeśli występuje ona w obu allelach, powoduje anemię sierpowatą. Jednak ponieważ heterozygoty nie chorują na malarię, zmutowany allel utrzymuje się w populacji, zwłaszcza na terenach występowania malarii. Jest to jeden z nielicznych pewnych przykładów na naddominację. Ze względu na rozpowszechnienie w Europie mutacji powodującej mukowiscydozę postawiono hipotezę, że utrzymuje się ona dzięki przewadze heterozygot. Jako presję selekcyjną zaproponowano między innymi cholerę, dur brzuszny i nietolerancję laktozy, jednak jak dotąd żadne wyjaśnienie nie jest powszechnie uznane.